# José Manuel Almerich Iborra
José Manuel Almerich Iborra (Torrent, 1963) és un geògraf i escriptor valencià.
Llicenciat en Geografia i Història per la Universitat de València, Almerich s'ha destacat com a divulgador del patrimoni cultural i natural valencià amb la publicació de més d'una vintena de llibres, així com a guionista de documentals i presentador d'un programa de Televisió Valenciana "Planeta Bicicleta". José Manuel Almerich també s'ha destacat al món de l'excursionisme com a membre del Centre Excursionista de València, professor de l'Escola Valenciana d'Aire Lliure i director de l'Institut Valencià d'Excursionisme i Natura (IVEN).

## Obra
- 1997 - Muntanyes de la Comunitat Valenciana. Camins, paratges i paisatges oberts al Mediterrani (Ed. Fundació Caixa Carlet). Declarat pel Ministeri d'Economia "Llibre d'Interés Turístic Nacional".
- 2000 - Rutas en bicicleta de montaña por el patrimonio cultural y natural de la Comunidad Valenciana (col·lecció de 7 números editada pel Centre Excursionista de València).
- 2001 - Espais naturals. Terres interiors valencianes amb Paco Tortosa i Jorge Cruz (Ed. Bromera). Premi al Millor Llibre en Valencià de la Generalitat Valenciana.
- 2002 - La Terra, l'Aigua, l'Home. l'Horta de València amb Francesc Jarque (Ed. Generalitat Valenciana).
- 2003 - Espais naturals del litoral valencià amb Paco Tortosa i Jorge Cruz (Ed. Bromera).
- 2003 - Els Pous de Torrent amb Salvador Vicent (Ed. Ajuntament de Torrent).
- 2005 - Els rius. Camins d'aigua i de vida (Ed. Bromera).
- 2005 - Torrent. Festa i Patrimoni amb Francesc Jarque (Ed. Ajuntament de Torrent). Declarat pel Ministeri d'Economia "Llibre d'Interés Turístic Nacional".
- 2006 - Excursiones en família amb Carles Ferrís Gil (col·lecció de 4 números editada pel Centre Excursionista de València)
- 2007 - Pobles abandonats. Els paisatges de l'oblit (Ed. Consell Valencià de Cultura).
- 2008 - El Macizo del Caroig. Gentes y Naturaleza amb Francesc Jarque (Ed. Associació per a la Promoció Socioeconòmica del Massis del Caroig).
- 2008 - Guia BTT. Centro El Comtat (Ed. Generalitat Valenciana).
- 2009 - Lugares para el encuentro. Calles y plazas de la Comunidad Valenciana (Ed. Generalitat Valenciana).
- 2010 - La huella morisca en tierras valencianas amb María Angeles Arazo (Ed. Generalitat Valenciana).
- 2011 - El Paisaje Creado amb María Angeles Arazo Ed. Generalitat Valenciana).
- 2011 - Guia BTT. Centro El Valle" (Ed. Generalitat Valenciana, Conselleria de Turisme).
- 2011 - Paisatges Fortificats. Torres, Muralles i Castells a les Terres Valencianes (Ed. Bromera).